# Jingle All the Way
Jingle All The Way is een Amerikaanse speelfilm uit 1996 onder regie van Brian Levant.

## Verhaal
Howard Langston is een sympathieke zakenman die van zijn familie houdt, maar niet genoeg tijd aan ze kan besteden. Met kerst staat bovenaan het verlanglijstje van zijn zoon de speelgoedpop Turbo Man. Om die in handen te krijgen moet Howard het gevecht aangaan met de dolgedraaide postbode Myron. Dit betekent oorlog en Howard heeft besloten te winnen, wat er ook gebeurt.

## Rolverdeling
| Acteur                    | Personage                   |
| ------------------------- | --------------------------- |
| Arnold Schwarzenegger     | Howard Langston             |
| Sinbad                    | Myron Larrabee              |
| Phil Hartman              | Ted Maltin                  |
| Rita Wilson               | Liz Langston                |
| Jake Lloyd                | Jamie Langston              |
| Robert Conrad             | Officier Alexander Hummell  |
| Martin Mull               | D.J. (Mr. Ponytail Man)     |
| James Belushi             | Warenhuiskerstman           |
| E.J. De La Pena           | Johnny Maltin               |
| Laraine Newman            | First lady Caroline Timmons |
| Justin Chapman            | Billy Timmons               |
| Harvey Korman             | President Fallon Timmons    |
| Richard Moll              | Dementor                    |
| Daniel Riordan- Turbo Man |                             |
| Jeff L. Deist             | T.V. Booster/Poppenspeler   |
| Big Show (Paul Wight)     | Reuzenkerstman              |
| Chris Parnell             | Speelgoedzaak verkoper      |